# Ambrus Béla
Ambrus Béla (Bellus, 1909. november 3. – Budapest, 1979. augusztus 22.) muzeológus, biológus, numizmatikus, zoológus. A Magyar Numizmatikai Társulat tagja volt.

## Életpályája
1929-ben az Esztergomi Tanítóképző Intézetben érettségizett és tanító képesítést szerzett. 1929–1939 között Kisterenyén oktatott. 1939–1941 között Pestszenterzsébeten volt tanító. 1941–1945 között a Budapestvidéki Tankerületi Főigazgatósághoz került beosztott tanítóként. 1945–1952 között a pest(szent)erzsébeti (1950-től Budapest XX. kerülete) Mártírok útjai elemi iskola, illetve általános iskola tanára és igazgatója volt. 1947–1948 között az Állami Gyermeklélektani Intézet Szülők Osztályának vezetője volt. 1951-ben a Pestszenterzsébeti Múzeum (Pesterzsébeti Helytörténeti Múzeum) kezdeményezője és alapító tagja volt. 1952–1972 között a Fővárosi Pedagógiai Szeminárium Biológia Tanszékének tanára és biológus szakfelügyelője volt. 1953-ban a budapesti Apáczai Csere János Tanárképző Főiskola biológia–földrajz szakán általános iskolai tanári diplomát szerzett. 1956-tól a Magyar Természettudományi Múzeum külső munkatársa volt. 

## Családja
Édesanyja, Rónai Mária volt. Apja MÁV-irodai segédtiszt volt. Testvére, Bárdosi Zoltán, Karancskeszi község tanácstitkárárnak özvegye volt. 1940-től Segesdi Gizella, általános iskolai rajztanár párja volt. Két gyermekük született: Ágnes (1943–) biológia–kémia szakos középiskolai tanár és Béla (1946–) rádió-tv műszerész.
A Pesterzsébeti temetőben temették el.

## Művei
- Kisterenye (Nógrád és Hont vármegye. Szerkesztette: Ladányi Miksa; Budapest, 1934)
- A tanító önnevelése. – A tanító és a világnézet (Magyar tanítók albuma; Budapest, 1938)
- Az önnevelés jelentősége a társadalomban (Néptanítók Lapja, 1938)
- Önnevelés (Székesfehérvár, 1939)
- A tanító önnevelése és hatása a pedagógiában (Székesfehérvár, 1939)
- A gyermek családi életre való nevelése (Néptanítók Lapja, 1941)
- A félénk gyermek. – A hazug gyermek. – A dacos gyermek. – A tanulás lélektana és technikája. (Szülők iskolája. Az Actio Catholica Országos Elnökség kiadványai; Budapest, 1947)
- A biológiai szakkör és gyakorlata. Az élősarok (Budapest, 1973)

### Entomológiai írásai
- Ökológiai megfigyelések a gubacsfaunában (Állattani Közlemények, 1957)
- Álltaföldrajzi vizsgálatok Sopron és környékének gubacsfaunáján (Állattani Közlemények, 1958)
- Adatok a hazai gubacsfauna ismeretéhez. 1–10. (Folia Entomologica Hungarica, 1959–1974)
- Gubacsok a Kámoni Arborétumból (Állattani Közlemények, 1960)
- A Kőszegi hegység növényzetének gubacsai (Állattani Közlemények, 1961)
- Új fenyőkártevő a magyar faunában (Folia Entomologica, 1961)
- A gubacs (Természettudományi Közlöny, 1961)
- A Kárpátmedence gubacslegyei. Diptera: Cecidomyiidae. (Állattani Közlemények, 1963)
- Növényvédelem a lucernatarlón. Lucernahüvely-gubacslégy (Szűcs J.-vel; Magyar Mezőgazdaság, 1963)
- A Vendvidék zoocecidiumai (Savaria. A Vas Megyei Múzeumok Értesítője, 1963/64)
- Füzeseink gubacslegyei (Állattani Közlemények, 1964)
- A Zirci Arborétum cecidiumai (Botanikai Közlemények, 1964)
- Adatok a Balatonfelvidék és a Bakony flórája cecidiumainak ismeretéhez. 1–2. (Folia Entomologica Hungarica, 1964)
- A gubacsképződés elméletei (Folia Entomologica Hungarica, 1965)
- A fűzhajtáslégy-gubacslégy biológiája (Állattani Közlemények, 1965)
- A zsákos gubacslégy biológiája (Állattani Közlemények, 1967)
- Az Északi-Bakony gubacslegyei (A Veszprém megyei múzeumok közleményei, 1968)
- Jugoszlávia gubacsairól (Folia Entomologica, 1968)
- A Szigligeti Arborétum gubacsai. 1–2. (A Veszprém megyei múzeumok közleményei, 1968–1978)
- A körterügy-gubacslégy (Állattani Közlemények, 1972)
- A málnavessző-gubacslégy kártétele (Folia Entomologica, 1972)
- Cynipida-gubacsok – Cecidia Cynipidarum. (Magyarország állatvilága. XII. kötet. 1/a füz. Hymenoptera. II. Budapest, 1974)
- A gubacsokozó ízeltlábú- és gombafajok a Mátrahegységben és környékén. (Folia Historica Naturalis, 1975)
- A nádgubacslégy gazdanövény válogatása (Folia Entomologica, 1977)
- A Bakony gubacsai. (A Veszprém megyei múzeumok közleményei, 1979)
- Fenyőtoboz- és magkártevő gubacslegyek. (Állattani Közlemények, 1979)

### Numizmatikai írásai
- Egykorú hamis denárlelet Kisterenyén. – I. Ferdinánd pénzpolitikája. (Salgótarjáni Könyvek. 5. Salgótarján, 1936)
- Magyarország papírpénzei (A Magyar Numizmatikai Társulat kiadványa; Budapest, 1949)
- Sopron papírszükségpénzei (Kupa Mihállyal; Soproni Szemle, 1958)
- Bankjegy- és fémpénztervezetek. Pénzjegyek a Tanácsköztársaság idejéből (Kupa Mihállyal) (Huszti Ernő–Nagy Tibor: A Magyar Tanácsköztársaság pénzügyi rendszere; Budapest, 1959)
- Magyar papírpénztervezetek. 1918–1946 (Kupa Mihállyal) (Numizmatikai Közlöny, 1959/60)
- Vasi papírszükségpénzek (Kupa Mihállyal) (Vasi Szemle, 1964)
- Magyar felülbélyegzések az Osztrák–Magyar Bank bankjegyein. 1918–1920. (Az Érem, 1966)
- A szegedi fehérpénzek (A Móra Ferenc Múzeum Évkönyve, 1966/67)
- Az Osztrák–Magyar Bank pénzjegyeinek fiumei felülbélyegzései (Numizmatikai Közlöny, 1967/68)
- A Magyar Postatakarékpénztár pénzjegyei 1919-ben (Kupa Mihállyal) – A Magyar Tanácsköztársaság fémpénztervei (Kupa Mihállyal) (Az Érem, 1969)
- Kecskemét papírszükségpénzei (Cumania, 1975)
- A Magyar Tanácsköztársaság nemesfém pénztervei (Az Érem, 1975)
- Az Osztrák–Magyar Bank bankjegyeinek bélyegzései (Az Érem, 1976)
- Szécsény papírszükségpénzei. 1919. – A Magyar Tanácsköztársaság 1 és 2 koronásai (Az Érem, 1977)
- Magyarország papírszükségpénzei 1723-tól 1914-ig. Monográfia. (A Magyar Éremgyűjtők Egyesülete kiadványa; Budapest, 1977)
- Bankjegyeink bélyegzései, 1918–1920, különös tekintettel a Baranya megyei viszonyokra (A Janus Pannonius Múzeum Évkönyve, 1977/78)
- A Magyar Tanácsköztársaság szükségpénzei Vas megyében. – Kossuth Lajos londoni bankópere. (Levéltári Szemle, 1978)
- A Magyar Tanácsköztársaság pénzverése (Levéltári Szemle, 1979)
- Pénzverésünk 1918–1926 között (Az Érem, 1979)
- Az első hazai papírszükségpénz (Numizmatikai Közlöny, 1979)
- A Magyarországi Tanácsköztársaság pénzrendszere. Monográfia és benyújtott kandidátusi értekezés is. Szerkesztette: Kádár Emőke. 38 táblával. (Budapest, 1979)
- Magyarország papírszükségpénzei. 1914-től 1919. VIII. 1-ig. I–II. kötet. Monográfia. (A Magyar Éremgyűjtők Egyesülete kiadványa. Budapest, 1986)

## Díjai
- Dessewffy Miklós-jutalomérem (1969)